# طرخشقون أفغاني
طرخشقون أفغاني (باللاتينية: Taraxacum afghanicum) هو نوع نباتي يتبع جنس الطرخشقون من القبيلة الشيكورية.